# Hermanas basilianas alepinas
La Congregación de Hermanas Basilianas Alepinas (oficialmente en francés Congrégation des Sœurs Basiliennes Alépines) es una congregación religiosa católica femenina, de rito bizantino, de vida apostólica y de derecho pontificio, que surgen en 1830, a partir de la separación de algunos monasterios de basilianas soaritas. A las religiosas de este instituto se las conoce como basilianas alepitas y posponen a sus nombres las siglas B.A.

## Historia
En 1830 un grupo de religiosas se separó de la Congregación de Hermanas Basilianas Soaritas, y fundó un grupo de monasterios, con los cuales formó la Congregación de Hermanas Basilianas Alepinas, constituyéndose en la rama femenina de la Orden de San Basilio de los melquitas de Alepo. Cada monasterio de era autónomo, gobernado por su propia abadesa. El más famoso de los monasterios de estas monjas fue el de San Miguel en Zouk-Michaël en Líbano. Hacia la segunda mitad del siglo XX, las religiosas de la orden abandonaron la vida contemplativa, abrazando el apostolado. De esa manera, en 1953, la Congregación para las Iglesias Orientales la constituyó en un instituto religioso dedicado a la educación de la juventud.

## Organización
La Congregación de Hermanas Basilianas Alepinas es un instituto religioso centralizado, cuyo gobierno es ejercido por una superiora general, coadyuvada por un consejo general. La casa general se encuentra en Zouk-Michaël (Líbano).
Las basilianas alepinas se dedican a la formación cristiana de la juventud. Aunque son religiosas de vida activa, la contemplación continúa siendo de vital importancia para la congregación. Las hermanas siguen la Regla de san Basilio. En 2015, eran unas 20 religiosas en 9 monasterios, presentes en Líbano y Siria.

## Superioras generales
- Lucie llany (1951-1954)[3]
- Anastasie Ghanam (1954-1961)
- Macrine Mamo (1961-1973)
- Cécile Ghazal El Barr (1973-1977)
- Macrine Mamo (1977-1980)
- Odile Samaha (1980-1989)
- Gabrielle Kassabji (1989-1996)
- Germaine Aad (1996-2006)
- Michèle Jraïssat (2006-2013)
- Christine El Tom (2013- )